# Carnage Gaming Convention
Pour les articles homonymes, voir Carnage.
Carnage est un festival multi-jeux organisé aux États-Unis dans le Vermont ; y sont représentés la plupart des types de jeux de plateaux.

## Histoire
La première édition a eu lieu en 1998 à Lebanon dans le New Hampshire dans le but de rassembler les joueurs de Nouvelle-Angleterre. L'année suivante, la convention est déplacée du New Hampshire vers le Vermont, à Brownsville (en) en 1999 puis à Fairlee en 2003. En 2012 les organisateurs annoncent que l'édition 2013 de Carnage aurait lieu à Killington,.

### Éditions
- Carnage at the Crossroads, 6 au 8 novembre 1998, West Lebanon ;
- Carnage on the Mountain 2, 5 au 7 novembre 1999, Brownsville ;
- Carnage on the Mountain 3, 3 au 5 novembre 2000, Brownsville ;
- Carnage on the Mountain 4, 2 au 4 novembre 2001, Brownsville ;
- Carnage on the Mountain 5, 1er au 3 novembre 2002, Brownsville ;
- Carnage by the Lake 6, 24 au 26 octobre 2003, Fairlee ;
- Camp Carnage 7, 5 au 7 novembre  2004, Fairlee ;
- Carnage 8: Signs Point to Carnage, 11 au 13 novembre 2005, Fairlee ;
- Carnage 9 From Outer Space, 10 au 12 novembre 2006, Fairlee ;
- Carnage, We’re Hangin’ 10, 2 au 4 novembre 2007, Fairlee ;
- This Is Carnage: We Go to 11 !, 7 au 9 novembre 2008, Fairlee ;
- Carnage 12 : Nothing But Carnage, 6 au 8 novembre 2009, Fairlee ;
- Carnage the 13th, 5 au 7 novembre 2010, Fairlee ;
- Carnage in Wonderland 14 : Down the Rabbit Hole, 4 au 6 novembre 2011, Lake Morey Resort, Fairlee (édition durant laquelle a été organisé le championnat d'Amérique du Nord de Diplomacy[4]) ;
- Carnage Noir 15, 2 au 4 novembre 2012, Fairlee ;
- Carnage on the Mountain 16, 8 au 10 novembre 2013, Killington ;
- A Fistful of Carnage, 7 au 9 novembre 2014, Killington ;
- Carnage in the Lost World, 6 au 8 novembre 2015, Killington ;
- Carnage Royale, 4 au 6 novembre 2016, Killington ;
- Carnage XX, 3 au 5 novembre 2017, Killington (édition durant laquelle a été organisé le championnat d'Amérique du Nord de Diplomacy) ;
- Carnage 21 : A Space Odyssey, 2 au 4 novembre 2018, Killington ;
- Carnage 22, 1er au 3 novembre 2019, Killington ;
- Carnage 23, 6 au 8 novembre 2019, Dover.

## Événements
Carnage accueille des sessions de jeux de rôles, jeux de figurines, jeux de cartes à collectionner et de divers jeux de plateau. S'y tient également une bourse d'échange de jeux assistée par ordinateur.
Un tournoi de Diplomacy y est organisé tous les ans, qui a déjà fait office de championnat nord-américain en 2011 et 2017 et qui comptera comme championnat du monde en 2020.